# 內拉河 (意大利)

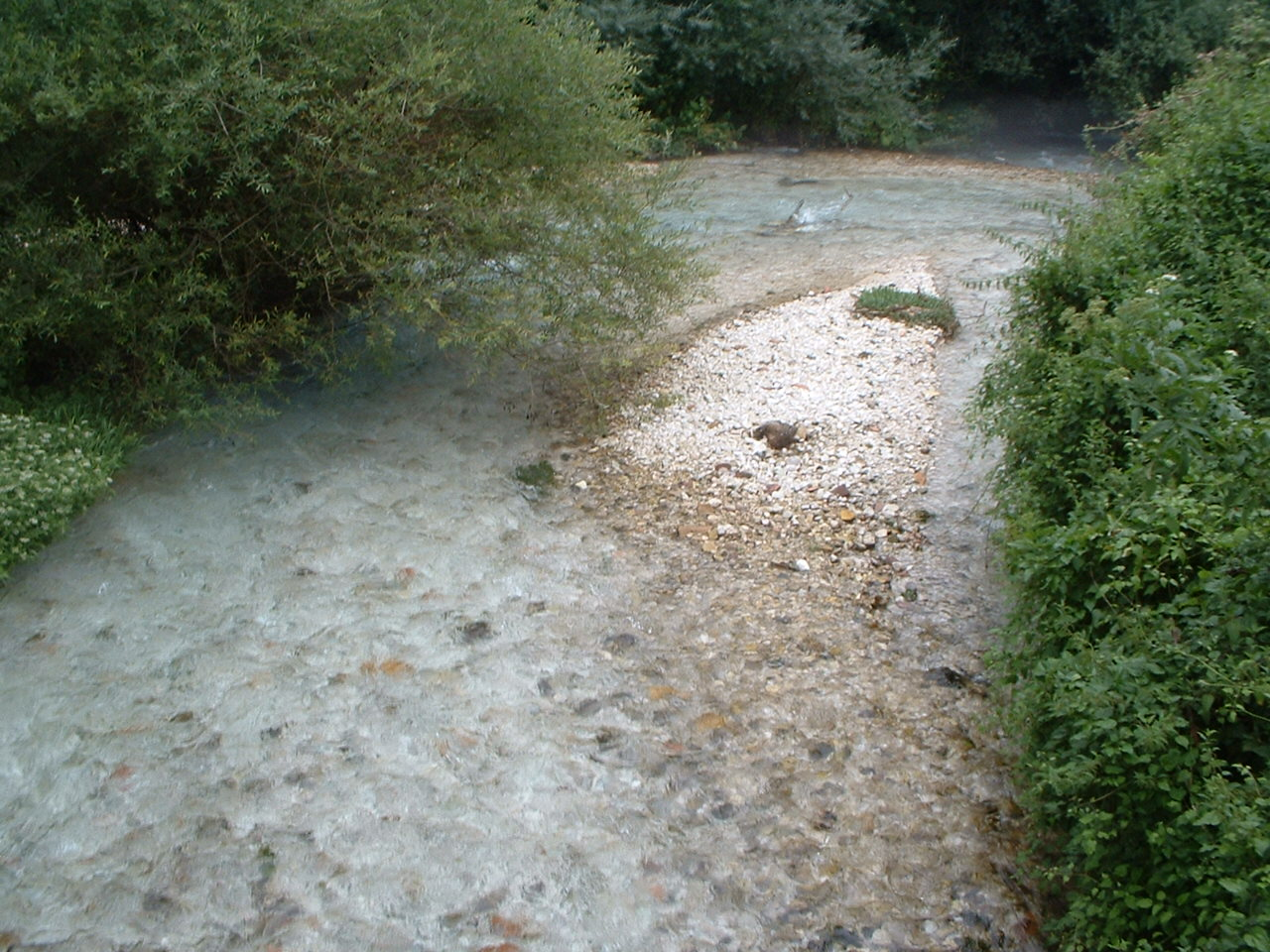

內拉河是意大利的河流，位於該國中部翁布里亞大區，屬於台伯河的支流，河道全長116公里，流域面積4,280平方公里，平均流量每秒168立方米。
42°26′N 12°24′E / 42.433°N 12.400°E